# F1 the Album
F1 the Album é a trilha sonora oficial do filme "F1", de 2025, dirigido por Joseph Kosinski. O álbum foi lançado pela Atlantic Records e Apple Video Programming em 27 de junho de 2025, na mesma data da estreia do filme nos cinemas da América do Norte.
A trilha sonora inclui músicas de Don Toliver, Doja Cat, Dom Dolla, Nathan Nicholson, Ed Sheeran, Tate McRae, Rosé, Burna Boy, Roddy Ricch, Raye, Chris Stapleton, Myke Towers, Tiësto, Sexyy Red, Madison Beer, Peggy Gou, PAWSA, Mr Eazi, Darkoo e Obongjayar. O compositor e produtor de trilhas sonoras alemão Hans Zimmer compôs a partitura do filme.

## Histórico e Lançamento
F1 the Album foi produzido e supervisionado pelo Presidente da Costa Oeste da Atlantic Records, Kevin Weaver(en), juntamente com Brandon Davis e Joseph Khoury, também da Atlantic. Em 30 de abril de 2025, os rappers americanos Don Toliver e Doja Cat lançaram a música "Lose My Mind" e seu videoclipe, como o primeiro single do álbum da trilha sonora. No dia seguinte, a Atlantic Records revelou a lista de artistas envolvidos no álbum de 17 faixas, incluindo Ed Sheeran, Rosé, Tate McRae, Raye, Burna Boy, Roddy Ricch, Dom Dolla, Chris Stapleton, Tiësto, Sexyy Red, Myke Towers, Madison Beer, Peggy Gou e outros.
A lista completa das faixas também foi divulgada, e o álbum ficou disponível para pré-venda em plataformas digitais, bem como nos formatos CD, cassete e vinil LP. O disco foi promovido no Grande Prêmio de Miami de 2025 com uma experiência imersiva que recriava a garagem da equipe de corrida fictícia do filme, a APXGP. Em 8 de maio, Rosé lançou "Messy" como o segundo single do álbum da trilha sonora. Em 16 de maio, a gravadora lançou "No Room for a Saint", de Dom Dolla, como single promocional. Em 23 de maio, "Baja California", de Myke Towers, foi lançada como o terceiro single da trilha sonora. Na mesma data, "Bad as I Used to Be", de Chris Stapleton, foi lançada como single promocional. Uma semana depois, "Just Keep Watching", interpretada por Tate McRae, foi lançada. Em 6 de junho de 2025, a colaboração de Tiësto e Sexyy Red, intitulada "OMG!", foi lançada como single promocional. Em 20 de junho de 2025, Drive, de Ed Sheeran, foi lançada. Em 27 de junho, o sexto single oficial "Don't Let Me Drown", de Burna Boy, foi lançado.

## Lista de faixas
| N.º            | Título                                                 | produtor(es)                      | Duração |  |
| 1.             | "Lose My Mind" (Don Toliver com Doja Cat)              | Zimmer Tedder Boutin              | 3:29    |  |
| 2.             | "No Room for a Saint" (Dom Dolla com Nathan Nicholson) | Dom Dolla                         | 3:56    |  |
| 3.             | "Drive" (Ed Sheeran)                                   | Slatkin Mayer                     | 3:07    |  |
| 4.             | "Just Keep Watching" (Tate McRae)                      | Tedder Spry                       | 2:22    |  |
| 5.             | "Messy" (Rosé)                                         | Lostboy Burns                     | 2:58    |  |
| 6.             | "Don't Let Me Drown" (Burna Boy)                       |                                   | 3:05    |  |
| 7.             | "Underdog" (Roddy Ricch)                               | D.A. Got That Dope Terrace Martin | 2:22    |  |
| 8.             | "Grandma Calls the Boy Bad News" (Raye)                |                                   | 3:26    |  |
| 9.             | "Bad as I Used to Be" (Chris Stapleton)                | Stapleton Dave Cobb               | 5:00    |  |
| 10.            | "Baja California" (Myke Towers)                        | El Guincho Oscar                  | 2:24    |  |
| 11.            | "OMG!" (Tiësto com Sexyy Red)                          | Tiësto RetroVision Spry           | 2:33    |  |
| 12.            | "All at Once" (Madison Beer)                           |                                   | 2:34    |  |
| 13.            | "D.A.N.C.E" (Peggy Gou)                                |                                   | 3:15    |  |
| 14.            | "Double C" (PAWSA)                                     |                                   | 3:46    |  |
| 15.            | "Attention" (Mr Eazi)                                  |                                   | 2:53    |  |
| 16.            | "Give Me Love" (Darkoo)                                |                                   | 2:20    |  |
| 17.            | "Gasoline" (Obongjayar)                                |                                   | 3:39    |  |
| Duração total: | Duração total:                                         | Duração total:                    | 53:15   |  |